# Dawn Abraham
Dawn C. Abraham (* 16. Oktober 1960 in Los Angeles County, Kalifornien) ist eine US-amerikanische Schauspielerin.

## Leben
Abraham konnte einige Film- und Fernsehrollen in den 1980er Jahren vorweisen. Ihre erste Filmrolle hatte sie in Gefangene des Universums. 1984 folgte eine Episodenrolle in der Fernsehserie Mike Hammer und eine Besetzung in dem Film Mike’s Murder. 1985 spielte sie in einer Episode der Fernsehserie Der Denver-Clan, 1986 folgte eine Rolle in True Confessions. 1987 hatte sie eine Besetzung in Tödliche Beute. Zuletzt folgten 1988 Besetzungen in je einer Episode der Fernsehserien 9 to 5 und Inspektor Hooperman.

## Filmografie
- 1983: Gefangene des Universums (Prisoners of the Lost Universe)
- 1984: Mike Hammer (Fernsehserie, Episode 1x05)
- 1984: Mike’s Murder
- 1985: Der Denver-Clan (Dynasty) (Fernsehserie, Episode 5x15)
- 1986: True Confessions (Fernsehserie)
- 1987: Tödliche Beute (Deadly Prey)
- 1988: 9 to 5 (Fernsehserie, Episode 5x15)
- 1988: Inspektor Hooperman (Hooperman) (Fernsehserie, Episode 1x16)